# Gmach Towarzystwa Rolniczego w Krakowie
Gmach Towarzystwa Rolniczego – zabytkowa kamienica znajdująca się w Krakowie, w dzielnicy I przy placu Szczepańskim 8, na rogu z ulicą św. Tomasza 1–3,  na Starym Mieście.

## Historia
Pierwszy budynek w miejscu obecnego gmachu został wzniesiony w XIV wieku. Była to jednopiętrowa kamienica z fasadą skierowaną na ulicę św. Tomasza i siedmioma oknami. Trzy okna z parteru miały umieszczone okiennice na zewnątrz, a jedno okno w środku fasady było przerobione na wejście sklepowe z drzwiami dwuskrzydłowymi. Na prawo od nich znajdowała się brama wjazdowa. Budynek był otynkowany na biało i miał położony gontowy dach. Został wyburzony w 1908. Podczas prac rozbiórkowych odkryto m.in. kamienie z hebrajskimi napisami, gotyckie drzwi oraz renesansowe rzeźbienia.
Gmach Towarzystwa Rolniczego został wzniesiony w latach 1908–1909 według projektu architektów Sławomira Odrzywolskiego i Władysława Kaczmarskiego.
13 lipca 1999 budynek został wpisany do rejestru zabytków. Znajduje się także w gminnej ewidencji zabytków.

## Architektura
Gmach składa się z głównej trzypiętrowej bryły z poddaszem użytkowym oraz dwóch niższych skrzydeł. Parter z lokalami handlowymi i usługowymi został wyróżniony okazałymi okiennicami. Fasadę przedzielają kamienne pilastry zwieńczone na wysokości okien drugiego piętra rzeźbami trzech męskich i czterech kobiecych postaci, będących personifikacjami prac rolnych. W narożniku skrzydła od strony ul. św. Tomasza, na trzecim piętrze, zaprojektowano jedyny w całym budynku balkon.